# MYO1F
MYO1F‏ (Myosin IF) هوَ بروتين يُشَفر بواسطة جين MYO1F في الإنسان.